# Герб Пісківської громади
Герб Пісківської громади — офіційний символ-герб селища міського типу Пісківки (Бучанського району Київської області), затверджений рішенням на  26 черговій сесії ради Пісківської ОТГ від 20 березня 2018 року.

## Опис
Опис надається згідно з рішення 26 черговій сесії ради Пісківської ОТГ «Про затвердження символіки Пісківської громади»:
|  | В золотому полі з чорною главою обтяженій чотирма золотими ядрами - тетерук; Щит вкладений в зелений картуш підбитий золотом та обтяжений міською срібною короною під якою золотий напис "2016". |

Автори проекту символіки: Михайло Іашвілі-Шубін, Олександр Кандауров.

## Джерело
- Рішення № 26 черговій сесії ради Пісківської ОТГ від 20 березня 2018 року.